# Чолеви
Чолеви (груз. ჭოლევი) — село в Грузии в Цхалтубском муниципалитете региона Имеретия.

## История
Первые упоминания о селе относятся к XVI веку.

## Достопримечательности
Средневековая церковь и башня.

## Известные жители
В селе родились актриса Хатуна Чичинадзе (1901—1938) и Митрофан Лагидзе (1869—1960), создатель всемирно известных безалкогольных прохладительных напитков «Воды Лагидзе».

## Топографические карты
- Лист карты K-38-62 Кутаиси. Масштаб: 1 : 100 000. Состояние местности на 1987 год. Издание 1989 г.